# Alexis Soyer
Alexis Benoit Soyer (ur. 4 lutego 1810 w Meaux, zm. 5 sierpnia 1858 w Londynie) – francuski mistrz kuchni, działający w wiktoriańskiej Anglii. 

## Życiorys
Był najmłodszym z pięciu synów kupca Emery’ego Rocha Alexisa Soyera i Marie Madeleine Francoise Chamberlan. W 1818 umarł jego ojciec, a matka ponownie wyszła za mąż i przeniosła się do Crecy. W 1821 wyjechał do Paryża, gdzie mieszkał jego starszy brat, Philippe. Tam rozpoczął praktykę w restauracji G Rignon. Po pięciu latach został szefem kuchni w restauracji Boulevard des Italiens.
W czasie rewolucji lipcowej wyjechał do Anglii i rozpoczął pracę na dworze Adolfa Hanowerskiego, gdzie jego brat był szefem kuchni. W kolejnych latach był zatrudniany na wielu dworach brytyjskiej arystokracji. W 1837 został szefem kuchni prestiżowego londyńskiego Reform Club, w którym gruntownie zmodernizował zaplecze kuchenne. Z pomocą architekta Charlesa Barry’ego wprowadził piece gazowe, chłodziarki chłodzone zimną wodą i piece z regulacją temperatury. Kuchnia Soyera zyskała taką sławę, że zwiedzano ją jako jedną z atrakcji Londynu. 28 czerwca 1838, w dniu koronacji Wiktorii Hanowerskiej, w tej kuchni przygotował śniadanie dla 2000 osób.

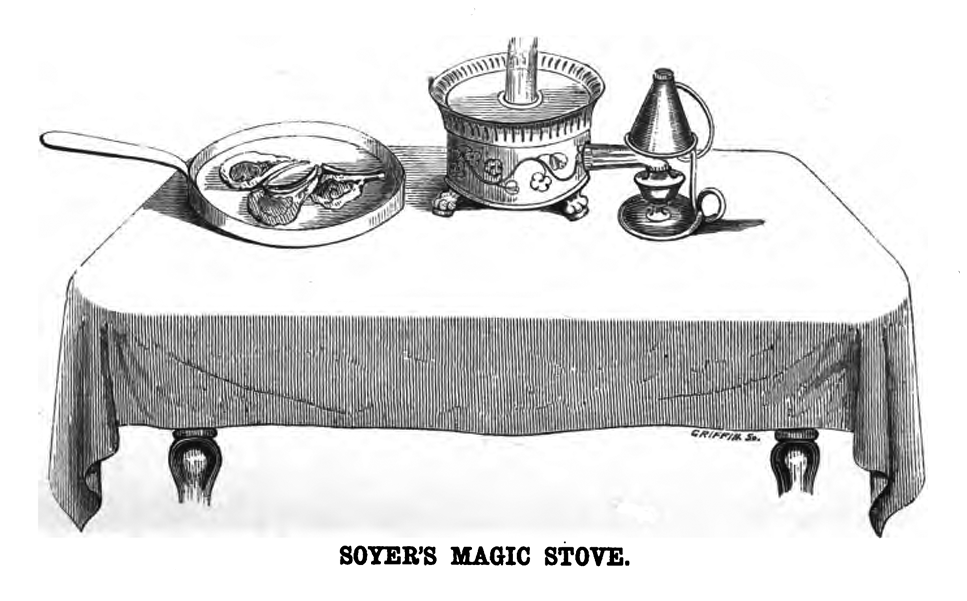
Magiczny piec Soyera

Śmierć żony w czasie porodu (1842) skłoniła Soyera do porzucenia współpracy z Reform Club i poświęcenia się działalności filantropijnej. W okresie wielkiego głodu, który ogarnął Irlandię, zaproponował rządowi brytyjskiemu uruchomienie systemu kuchni, wydających zupy dla ubogich. Kuchnię taką uruchomił w Dublinie, a jej działalność finansował z biletów wstępu do otwartej przez Soyera galerii malarstwa w Londynie. Od 1849 rozpoczął sprzedaż zaprojektowanego przez siebie „magicznego pieca”, który pozwalał na przygotowanie posiłku w dowolnym miejscu, także bezpośrednio na stole.
Podobne rozwiązania zostały zastosowane w wynalezionej przez Soyera kuchni polowej dla armii brytyjskiej. W czasie wojny krymskiej zajmował się zaopatrywaniem armii i szpitali wojskowych w ciepłe posiłki, a każdy regiment otrzymał mobilne kuchnie systemu Soyera. Pod koniec życia prowadził wykłady z zakresu wyżywienia armii.
Był autorem lub współautorem kilkunastu książek kucharskich. Do najsłynniejszych dań mistrza należały kotlety baranie, podawane członkom Reform Club.
W życiu prywatnym był żonaty (żona Elizabeth Emma Soyer z d. Jones była aktorką i malarką).

## Dzieła
- 1845: Délassements Culinaires.
- 1846: The Gastronomic Regenerator
- 1847: Soyer's Charitable Cookery
- 1848: The Poorman's Regenerator
- 1850: The Modern Housewife of Menagere
- 1853: The Pantropheon or A history of food and its preparation in ancient times
- 1855: A Shilling Cookery Book for the People
- 1857: Soyer's Culinary Campaign